# Square (компания)
Square Co., Ltd. (яп. 株式会社スクウェア Кабусикигайся Сукувэа) — японская компания по производству компьютерных игр, основанная в 1986 году Масафуми Миямото и Хиронобу Сакагути. С 1992 по 2003 года ещё одним брендовым именем компании было Squaresoft. В 2003 году Square слилась с компанией Enix и стала частью Square Enix.

## История
Первые игры Square были выпущены для Nintendo Famicom и Famicom Disk System. Ранние игры не были успешными, и в 1987 году компания встала перед угрозой банкротства. В этом же году Хиронобу Сакагути встал во главе создания игры, которая должна была стать прощальной игрой компании. Результатом была игра Final Fantasy, ролевая игра для Famicom.
Название Final было взято потому, что компания собиралась выйти из игровой индустрии, и Final Fantasy должна была стать последней игрой. Final Fantasy получила намного больший успех, чем ожидали Сакагути и Square, что привело к сделке с Nintendo of America, которая выпустила Final Fantasy на рынке США в 1990 году. Из-за успеха игры, Хиронобу Сакагути передумал выводить компанию из игровой индустрии, и он начал разрабатывать в SquareSoft новые игры серии Final Fantasy. Возможно, это также было причиной того, что у всех игр из серии Final Fantasy был свой сюжет, и свой собственный мир, потому что первая игра делалась с тем условием, что сиквела не будет никогда.
Вторая часть сериала Final Fantasy вышла в 1988 году и продавалась исключительно в Японии до выхода Final Fantasy Origins. Североамериканская локализация была официально запланирована, однако из-за выхода Super Nintendo Entertainment System перевод был заброшен.
Square также сделала множество широко известных игр, таких как Chrono Trigger, Secret of Mana, Seiken Densetsu 3, Xenogears, Final Fantasy Tactics, Brave Fencer Musashi, Vagrant Story, серия Front Mission, серия Kingdom Hearts (совместная с Buena Vista Interactive разработка) и Super Mario RPG (разработанная независимо от Nintendo Co. Ltd).
Слияние Square с компанией Enix планировалось ещё с 2000 года, но финансовый крах компании после релиза Final Fantasy: The Spirits Within заставил отложить это событие до 1 апреля 2003 года; в результате появилась компания Square Enix.

## Дочерние и связанные компании

### В Японии
Disk Original Group (DOG) — союз, сформированный из семи компаний: Square Co., Micro Cabin, Thinking Rabbit, Carry Lab, System Sacom, XTALSOFT и HummingBirdSoft. Основав компанию 14 июля 1986 года, Square встала во главе этого альянса, целью которого было совместное производство игр для Family Computer Disk System, хотя все они выходили под заголовком главенствующей компании. На самом деле Square создала всего несколько игр из одиннадцати, выпущенных DOG. В целом, игры не имели коммерческого успеха.
DigiCube была основана в феврале 1996 года для рекламы и продажи игр и связанных с ними вещей (музыкальные альбомы, книги, игрушки) в Азии. Компания объявила о своей несостоятельности в октябре 2003 года.
Escape, Inc. была основана в 1998 году; эта компания выпустила игру Driving Emotion Type-S.
Square Visual Works (студия CG), Square Sounds (звуковая студия), Squartz (контроль качества) и Square Next были основаны в июле 1999 года. Однако все эти компании впоследствии слились со Square Co. в 2001 и 2002 году.
Quest Corporation — независимая компания, разрабатывающая программное обеспечение, основанная в июле 1988 года, наиболее известная по играм серии Ogre Battle. Некоторые работники компании, включая Ясуми Мацуно, Хироси Минагава и Акихико Ёсида, покинули Quest в 1997 году, присоединившись к Square. Здесь они работали над некоторыми играми для PlayStation, включая Final Fantasy Tactics и Vagrant Story. В июне 2002 года Quest Corporation была куплена Square Co.
Game Designers Studio, Inc. — шелл-компания, созданная Square Co. для разработки видеоигр на приставку Nintendo GameCube, хотя компания имела эксклюзивное соглашение с Sony Computer Entertainment на создание игр только для консолей PlayStation. Чтобы не нарушать условий договора, Square держала только 49 % акций компании, а Акитоси Кавадзу, глава второго дивизиона по разработке продуктов, — 51 %. Таким образом, создание Game Designers Studio позволило создавать игры для GameCube. Эта компания выпустила всего одну игру — Final Fantasy Crystal Chronicles, которая де-факто была создана вторым дивизионом по разработке продуктов (Square Co.). Опубликована игра была Nintendo.
Square Co. объединилась с Enix в то время, когда Final Fantasy Crystal Chronicles находилась в разработке. Впоследствии Square Enix купила всю компанию Quest Corporation, переименовав её в SQEX Corporation. После покупки Taito, Square в марте 2006 года объединила её со SQEX, назвав новую дочернюю компанию Taito Corporation.

### Square Electronic Arts
Square Electronic Arts L.L.C., также известная как Square EA — организация созданная Square и Electronic Arts совместно. Её появление было анонсировано 27 апреля 1998 года, главный офис находился в городе Коста-Месе в Калифорнии, ей руководил президент Square и главный директор Дзюн Ивасаки был ответственным за выпуск и рекламу игр в Северной Америке. Кроме того, в это же время было сформировано подразделение Electronic Arts Square, K.K., ответственное за продажу игр Electronic Arts в Азии; его главный офис находился в Японии. Согласно заключённому соглашению, EA владела 30 % Square EA, а Square — 30 % подразделением EA Square.
Компания Square EA оказалась очень успешной и за пять лет своего существования выпустила множество локализованных игр от Square на американском рынке. EA Square, с другой стороны, оказалась менее успешной и с трудом оказывала влияние на азиатский рынок видеоигр, на который обычно очень трудно пробиться американским производителям. EA Square также разработала игру X-Squad, выпущенную на приставку PlayStation 2.